# Planta de energía nuclear Hope Creek

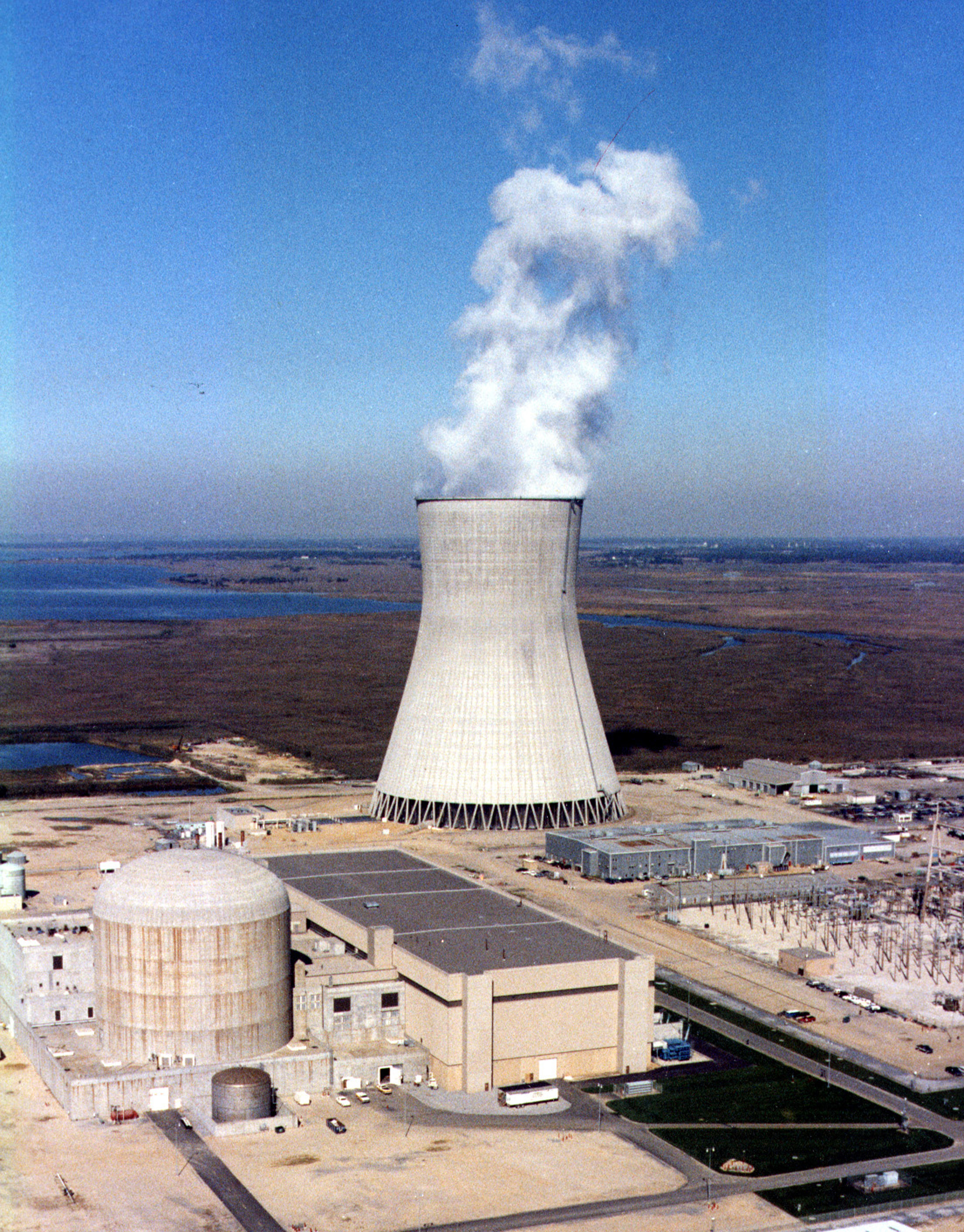
Planta de energía nuclear Hope Creek

Hope Creek Nuclear es una planta de energía nuclear térmica situada en Hancocks Bridge, Nueva Jersey en el mismo emplazamiento de las dos unidades de Salem Nuclear. La planta pertenece a PSEG Nuclear LLC, que se encarga de su funcionamiento, la cual en junio de 2005 mantuvo conversaciones para fusionarse con Exelon Corporation. Tiene una unidad (un reactor de agua hirviendo) (BWR) fabricado por General Electric. Tiene una capacidad de generación de 1049 MWe. La planta se conectó a la red el 25 de julio de 1986, y su permiso de funcionamiento caduca el 11 de abril de 2026 (a pesar de que es posible una prórroga).
Hope Creek es una de las cuatro unidades de energía nuclear en Nueva Jersey (las otras son las dos de la Planta de energía de Salem Nuclear y la de Oyster Creek Nuclear Generating Station) – en conjunto producen más de la mitad (53 % en 2003) de la electricidad consumida por Nueva Jersey. (La otra mitad de la energía del estado es producida por cerca de 250 unidades de generación de varios tipos [carbón, petróleo, gas natural, energía hidráulica, residuos, y otros ].) 